# Валмарана (Виченца)
Валмарана је насеље у Италији у округу Виченца, региону Венето.
Према процени из 2011. у насељу је живело 381 становника. Насеље се налази на надморској висини од 127 м.